# Tetilla disigmata
Tetilla disigmata är en svampdjursart som beskrevs av Claude Lévi 1964. Tetilla disigmata ingår i släktet Tetilla och familjen Tetillidae.
Artens utbredningsområde är havet kring Indonesien. Inga underarter finns listade i Catalogue of Life.